# Šluchat Šajarot
Šluchat Šajarot (hebrejsky: שלוחת שיירות, nazýváno též Reches Šajarot, רכס שיירות) je vrch o nadmořské výšce 548 metrů v centrálním Izraeli, v pohoří Judské hory.
Nachází se cca 18 kilometrů severozápadně od centra Jeruzaléma, cca 7 kilometrů západně od města Abu Goš a cca 1 kilometr severně od vesnice Bejt Me'ir. Má podobu podlouhlého zalesněného hřbetu, který probíhá v délce asi 3 kilometrů ve východozápadním směru podél jižní strany údolí vádí Nachal Nachšon, které zde prochází soutěskou Ša'ar ha-Gaj. Začíná západně od Šoreš samostatnou horou Har Arna, pak vede severně od obce Bejt Me'ir a končí na konci soutěsky, nedaleko soutoku Nachal Nachšon a Nachal Ilan, poblíž dnešní křižovatky dálnice číslo 1 a dálnice číslo 38. Jde o historicky významné místo, protože soutěska Ša'ar ha-Gaj byla místem těžkých bojů během první arabsko-izraelské války v roce 1948, v prostoru takzvaného latrunského výběžku (bitvy o Latrun). Jižně odtud vedla provizorní Barmská cesta v údolí Nachal Derech Burma, která Izraelcům sloužila jako záložní dopravní spojení s obleženým Jeruzalémem. Vrch Šluchat Šajarot připomíná a dodnes uchovává pozůstatky izraelských a arabských válečných pozic a opevnění. Vede tudy turistická Izraelská stezka. Na protější straně údolí Nachal Nachšon je jeho protipólem hřbet Šluchat Mišlatim.